# Bourg (stacja metra)
Bourg – stacja metra w Lille, położona na linii 2. Znajduje się w Lille, w  dzielnicy Lomme. Nazwa stacji pochodzi od dzielnicy Bourg, która graniczy z centrum historycznym Lomme.
Została oficjalnie otwarta 1 kwietnia 1989. 